# Бен (ім'я)
Бен (англ. Ben) — англійське чоловіче особисте ім'я, похідне від декількох повних імен.
Утворено скороченням від імен: 1) Бенджамін (англ. Benjamin) — Походить з давньоєврейського імені у значенні «син правиці», «син правої руки» (улюблений син), українською мовою Веніамін; 2) Бенедикт (англ. Benedict) — Походить від лат. benedictus у значенні «благословенний», українською мовою Венедикт.
Також Бена та Беня можуть бути скороченнями від Бенедикт, Бенедикта, а в останньому скороченні ще й Рубентій .

## У літературі
У романі Джеймса Купера «Піонери» (1823) Бен Помпа є одним з головних героїв. У виданому 1861 року Дж. Еліотом романі «Сайлас Марнер» фігурує персонаж Бен Вінтроп. Бен Ганн є героєм роману «Острів скарбів» (1883) письменника Роберта Луїса Стівенсона.